# Debat Chomsky–Foucault
El debat Chomsky–Foucault va ser un debat sobre la naturalesa humana entre Noam Chomsky i Michel Foucault que va tenir lloc als Països Baixos, al novembre de 1971. Chomsky i Foucault van ser convidats pel filòsof holandès Fons Elders per parlar d'una qüestió mil·lenària: "existeix la naturalesa humana 'innata' independent de les nostres experiències i influències externes?"

## Debat
Tal com va resumir el tema el moderador: "Tots els aprenentatges que tenen a veure amb els homes, des de la història de la lingüística fins a la psicologia, topen amb la pregunta [de] si en última instància, som el producte de tot tipus de factors externs, o si, malgrat les nostres diferències, tenim alguna cosa que podríem anomenar la naturalesa humana comuna per la qual ens podem anomenar entre nosaltres éssers humans." Chomsky i Foucault van assumir punts de vista oposats sobre la qüestió. Chomsky defensava que la naturalesa humana és real, i la va identificar amb estructures innates de la ment humana, coherentment amb la seva teoria de gramàtica universal. Foucault va explicar els mateixos fenòmens agafant les estructures socials humanes com a referència.